# Roman Uzdenov
Roman Muhadinovich Uzdenov - em russo: Роман Мухадинович Узденов (?, 10 de março de 1979) é um futebolista cazaque.
Pela Seleção de seu país, Reid disputou cinco partidas e marcou dois gols, entre 2004 e 2008.
Em clubes, Uzdenov atuou por Nart Nartkala, Spartak Nalchik, Zhenis Astana, Dínamo de Moscou (reservas), Khimki (empréstimo), Anzhi,  Volgar e Atyrau, seu atual time.